# Frota

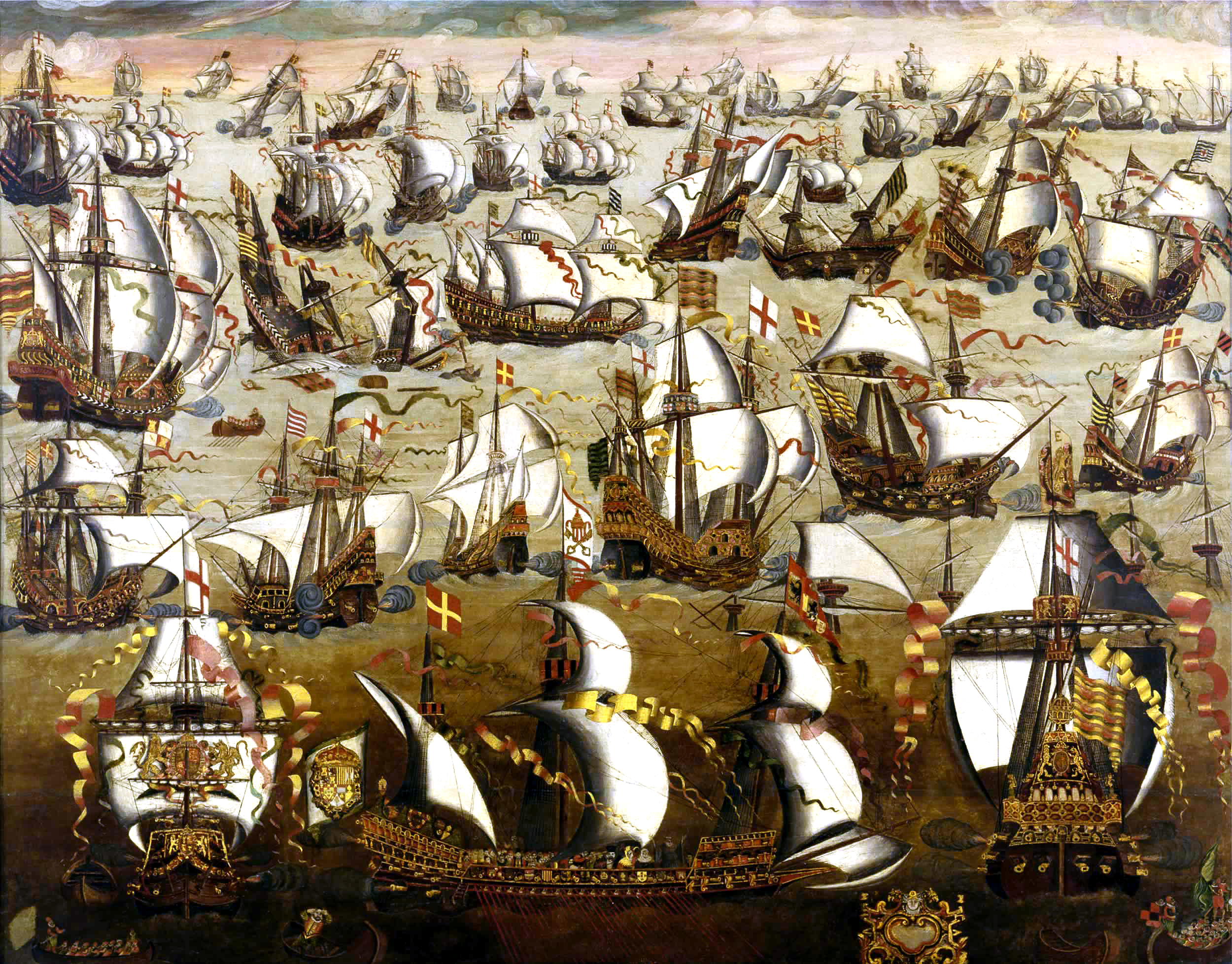
Armada Invencível espanhola - século XVI.

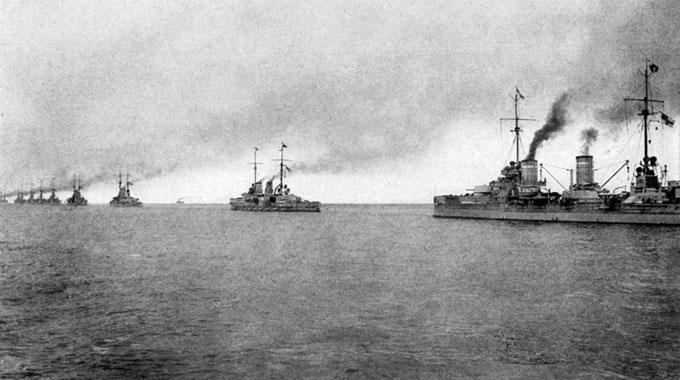
Frota de Alto-Mar alemã - início do século XX.

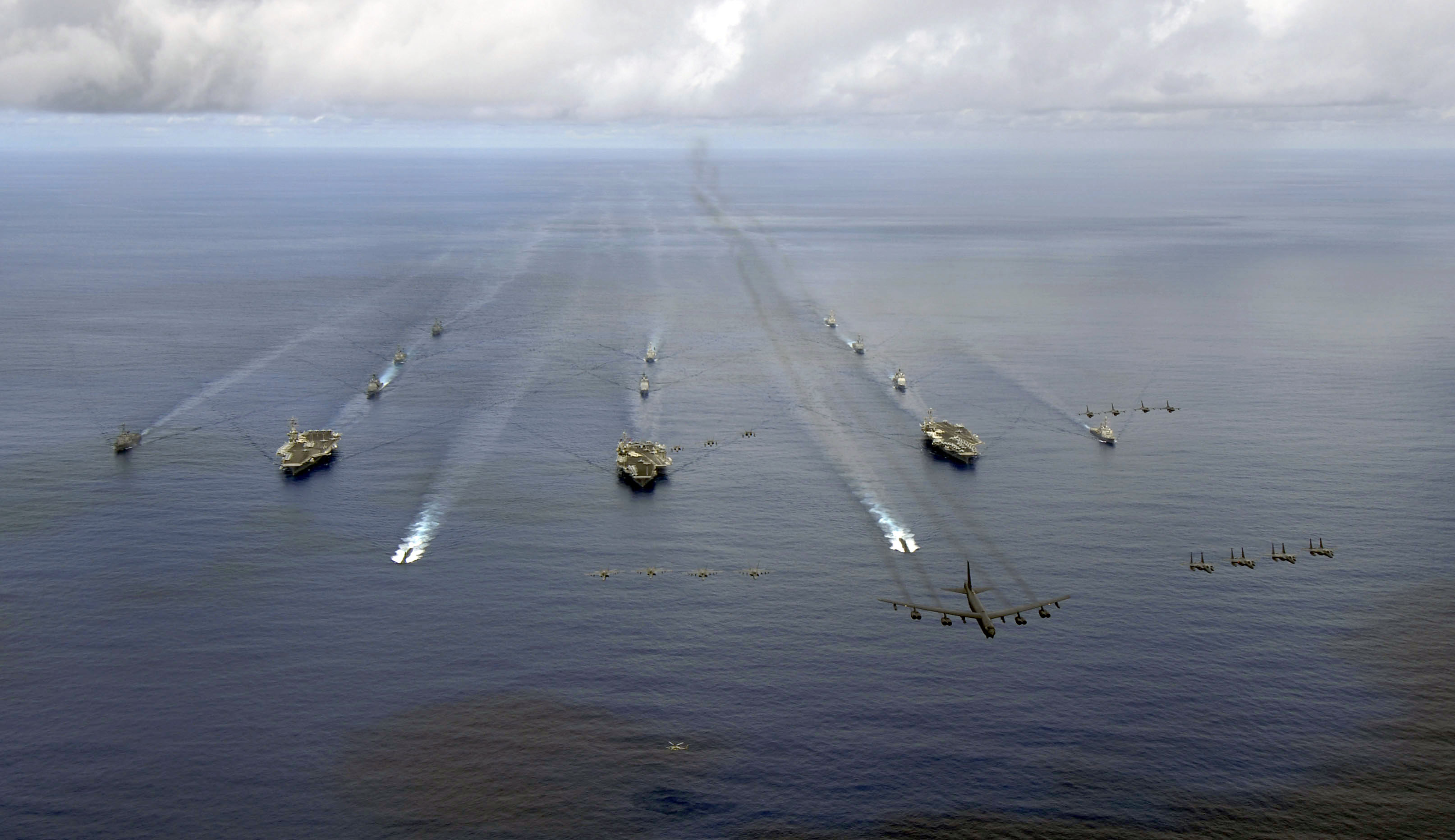
Terceira Frota dos Estados Unidos - século XXI.

Uma frota ou armada é um grande agrupamento de navios de guerra sob o comando de um oficial general. Normalmente, é a maior força naval de uma marinha de guerra. Os termos "frota" e "armada" são, também, utilizados para designar a totalidade dos navios de guerra de uma marinha, sobretudo daquelas de menores dimensão, que não incluem forças navais de escalão tão elevado.
Por extensão, o termo "frota" é, também, utilizado para se referir a um grupo de embarcações não militares ou a uma frota de veículos, como automóveis ou aeronaves.
No entanto, é importante destacar que a organização específica e a terminologia podem variar entre diferentes marinhas ao redor do mundo. As práticas e estruturas organizacionais podem ser influenciadas por vários fatores, incluindo tradições navais, capacidades tecnológicas e objetivos estratégicos. Assim, por exemplo, tradicionalmente na Marinha Portuguesa sempre se empregou o termo "armada" para designar um grande agrupamento de navios de guerra, sendo o termo "frota" empregue para designar um agrupamento de navios mercantes.
Na época da navegação à vela era tradicional uma frota estar dividida nas esquadras de avante, do centro e da ré. A esquadra de avante era comandada por um vice-almirante, a da ré por um contra-almirante (chefe de esquadra em algumas marinhas) e a do centro por um almirante, que também comandava a totalidade da frota. Mais tarde, com o crescimento das frotas de algumas marinhas, passou a existir um almirante para cada esquadra, passando o almirante da esquadra do centro (comandante da frota) a designar-se almirante da frota. A organização deste tipo mais conhecida é a da Royal Navy britânica, nos séculos XVIII e XIX onde existiam as esquadras vermelha, branca e azul, cujos navios hasteavam bandeiras com um campo na cor correspondente à esquadra a que pertenciam.
A partir do final do século XIX, as frotas passaram a ser forças navais constituídas por vários tipos de navios. Cada frota incluía várias esquadras, cada qual agrupando vários navios principais de um único tipo (couraçados, cruzadores ou, mais tarde, porta-aviões). Paralelamente às esquadras de navios principais, as frotas passaram também a incluir esquadrilhas ou flotilhas de navios menores (torpedeiros, contratorpedeiros, submarinos e navios de guerra de minas).

## As frotas na atualidade
Nas marinhas de guerra que, ainda, incluem forças navais deste escalão nas suas organizações, cada frota corresponde, normalmente, a um comando naval responsável por um teatro de operações.
A partir da Segunda Guerra Mundial, grande parte das marinhas abandonaram a organização tradicional das suas frotas em esquadras e divisões para efeitos operacionais. Hoje em dia, operacionalmente, é comum subdividir a frota em forças tarefas ou forças operacionais que agrupam, temporariamente, vários navios de guerra para a execução de uma determinada missão. Por sua vez, cada força tarefa pode estar dividida em vários grupos tarefa ou grupos operacionais.